# Acidota crenata
Acidota crenata es una especie de escarabajo del género Acidota, tribu Anthophagini, familia Staphylinidae. Fue descrita científicamente por Fabricius en 1792.
Se distribuye por Suecia, Noruega, Finlandia, Reino Unido, Países Bajos, Rusia, Canadá, Estados Unidos, Austria, Alemania, Polonia, Estonia, Japón, Italia, Dinamarca, Mongolia, Bielorrusia, Francia, Hungría, Islandia y Lituania. La especie se mantiene activa durante todos los meses del año.